# Hauts lieux de l'ancien royaume de Saba
Les hauts lieux de l'ancien royaume de Saba (en arabe : معالم مملكة سبأ) sont un ensemble de sept sites archéologiques dans le gouvernorat de Ma'rib, au Yémen. Depuis les années 1980, l'étude de ces vestiges permet d'apporter un éclairage nouveau sur la culture et l'organisation politique du royaume antique de Saba. 
À l'exception du site archéologique de Sirwah, toutes ces constructions sont situées à proximité de l'ancienne ville de Ma'rib.
En janvier 2023, le comité du patrimoine mondial de l'Organisation des Nations unies pour l'éducation, la science et la culture (UNESCO) utilise une procédure d'urgence pour inscrire ces sites sur la liste du patrimoine mondial en péril,, en raison des menaces de destruction liées à la guerre civile yéménite en cours,,.

## Sites archéologiques
Les caractéristiques principales (identifiant, coordonnées, superficie) des sept zones concernées sont déclinées dans le tableau suivant :
| Site                             | Id.      | Coordonnées                              | Superficie (ha) | Photo             |
| -------------------------------- | -------- | ---------------------------------------- | --------------- | ----------------- |
| Site archéologique de Ma'rib     | 1700-001 | 15° 25′ 37″ N, 45° 20′ 07″ E             | 152             | Ancient Ma'rib 01 |
| Temple d'Awām (ou Mahram Bilqis) | 1700-002 | 15° 24′ 16″ N, 45° 21′ 21″ E             | 36,2            | Awwam Temple      |
| Temple de Barran (en)            | 1700-003 | 15° 24′ 12″ N, 45° 20′ 35″ E             | 0,79            | Barran Temple     |
| Ancien barrage de Ma'rib         | 1700-004 | Rive nord 15° 24′ 16″ N, 45° 16′ 11″ E   | 60,4            | Jemen1988-022 hg  |
| Ancien barrage de Ma'rib         | 1700-005 | Rive sud 15° 23′ 51″ N, 45° 16′ 08″ E    | 14              | Jemen1988-022 hg  |
| Ancien barrage de Ma'rib         | 1700-006 | Al-Jufaynah 15° 25′ 12″ N, 45° 17′ 01″ E | 29,5            | Jemen1988-022 hg  |
| Site archéologique de Sirwāh     | 1700-007 | 15° 27′ 06″ N, 45° 01′ 05″ E             | 82,4            | Jemen Sirwah 04   |